# Riethnordhausen (bei Erfurt)
Riethnordhausen település Németországban, azon belül Türingiában. Lakosainak száma 1006 fő (2023. december 31.).

## Népesség
A település népességének változása:
| Lakosok száma | 994  | 994  | 997  | 1015 | 1006 |
|               | 2017 | 2019 | 2021 | 2022 | 2023 |